# 呂鈺
呂鈺（?—?），雲南省大理府雲南縣人，清朝政治人物、進士出身。
光緒二十一年（1895年），参加光緒乙未科殿試，登進士二甲28名。同年五月，授内阁中书。